# 200 mètres féminin aux championnats du monde d'athlétisme 1997
Navigation
Göteborg 1995 Séville 1999
L'épreuve du 200 mètres féminin des championnats du monde d'athlétisme 1997 s'est déroulée du 6 au 8 août 1997 au Stade olympique d'Athènes, en Grèce. Elle est remportée par l'Ukrainienne Zhanna Pintusevich.
La Française Marie-José Pérec déclare forfait pour la demi-finale à cause d'une élongation à la cuisse droite. 
À mi-parcours de la finale, Merlene Ottey mène devant Zhanna Pintusevich. Dans la ligne droite, la Jamaïquaine, qui manque de compétition après une maladie, se fait remonter dans les derniers mètres par l'Ukrainienne et par la Srilankaise Susanthika Jayasinghe. Elle devient la médaillée la plus âgée des championnats et porte son total de médailles à 14. Pintusevich confirme sa progression sur 200 mètres et décroche l'or après sa désillusion au 100 mètres. Quant à Jayasinghe, elle approche de six centièmes son record d'Asie de 22 s 33 établi en demi-finale et apporte la première médaille mondiale pour son pays depuis Duncan White aux Jeux de 1948. 

## Résultats

### Finale
| Rang               | Athlète               | Pays       | Temps   | Temps décomposé   |
| ------------------ | --------------------- | ---------- | ------- | ----------------- |
| Médaille d'or      | Zhanna Pintusevich    | Ukraine    | 22 s 32 | 11 s 16 / 11 s 16 |
| Médaille d'argent  | Susanthika Jayasinghe | Sri Lanka  | 22 s 39 | 11 s 25 / 11 s 14 |
| Médaille de bronze | Merlene Ottey         | Jamaïque   | 22 s 40 | 11 s 14 / 11 s 26 |
| 4                  | Yekaterina Leshchova  | Russie     | 22 s 50 | 11 s 46 / 11 s 04 |
| 5                  | Inger Miller          | États-Unis | 22 s 52 | 11 s 26 / 11 s 26 |
| 6                  | Marina Trandenkova    | Russie     | 22 s 65 | 11 s 53 / 11 s 12 |
| 7                  | Melinda Gainsford     | Australie  | 22 s 73 | 11 s 45 / 11 s 28 |
| 8                  | Sylviane Félix        | France     | 22 s 81 | 11 s 73 / 11 s 08 |

### Demi-finales
| Rang | Athlète            | Pays       | Temps   | Notes |
| ---- | ------------------ | ---------- | ------- | ----- |
| 1    | Inger Miller       | États-Unis | 22 s 59 |       |
| 2    | Zhanna Pintusevich | Ukraine    | 22 s 65 |       |
| 3    | Marina Trandenkova | Russie     | 22 s 69 |       |
| 4    | Melinda Gainsford  | Australie  | 22 s 70 |       |
| 5    | Merlene Frazer     | Jamaïque   | 22 s 81 |       |
| 6    | Juliet Campbell    | Jamaïque   | 22 s 94 |       |
| 7    | Liu Xiaomei        | Chine      | 23 s 03 |       |
|      | Marie-José Pérec   | France     | DNS     |       |

| Rang | Athlète               | Pays       | Temps   | Notes |
| ---- | --------------------- | ---------- | ------- | ----- |
| 1    | Merlene Ottey         | Jamaïque   | 22 s 26 | SB    |
| 2    | Susanthika Jayasinghe | Sri Lanka  | 22 s 33 | AR    |
| 3    | Sylviane Félix        | France     | 22 s 57 |       |
| 4    | Yekaterina Leshchova  | Russie     | 22 s 59 |       |
| 5    | Katerina Koffa        | Grèce      | 22 s 70 | SB    |
| 6    | Zundra Feagin         | États-Unis | 22 s 92 |       |
| 7    | Juliet Cuthbert       | Jamaïque   | 23 s 03 |       |
|      | Petya Pendareva       | Bulgarie   | DNS     |       |

## Légende
Records et Performances
- AR : Record continental (area record)
- CR : Record des championnats (championship record)
- MR : Record du meeting (meet record)
- NR : Record national (national record)
- OR : Record olympique (olympic record)
- PR : Record paralympique (paralympic record)
- PB : Record personnel (personal best)
- SB : Meilleure performance personnelle de la saison (season's best)
- WL : Meilleure performance mondiale de l'année (world leader)
- WJR : Record du monde junior (world junior record)
- WR : Record du monde (world record)

Circonstances et Conditions
- DNF : N'a pas terminé (did not finish)
- DNS : N'a pas pris le départ (did not start)
- DQ : Disqualification (disqualification)
- NM : Aucun essai valable enregistré (No Mark)
- Q : Qualifié « directement » au prochain tour (ou à la prochaine compétition), lors d'une compétition majeure, grâce au classement ou à la réalisation des minima (automatic qualifier)
- q : Qualifié au prochain tour (ou à la prochaine compétition), lors d'une compétition majeure, grâce au repêchage ou à la réalisation de l'une des meilleures performances parmi celles des « non qualifiés directement » (grâce au meilleur temps ou à la meilleure distance par exemple) (secondary qualifier)